# Johann Truchet
Pour les articles homonymes, voir Truchet.
Johann Truchet est un footballeur français né le 16 août 1983 à Villefranche-sur-Saône.

## Biographie
Issu du centre de formation de l'Olympique lyonnais, en finale du Championnat de France des réserves professionnelles 2002-2003, Truchet marque le second but lyonnais en prolongation et participe à la victoire des siens (2-0). Il fait ses débuts professionnels lors de l'édition 2004-2005 de la Ligue des champions, contre le Sparta Prague.
Il joue avec l'équipe de France des moins de 19 ans, 18 ans, 17 ans et 16 ans.
Capitaine de l'équipe de CFA de l'Olympique lyonnais, il est prêté par les dirigeants rhodaniens au Stade de Reims en janvier 2006. Auteur de bonnes prestations sous le maillot rémois, il prend ensuite la direction de l'En avant Guingamp pour la saison 2006-2007. Il est de nouveau sollicité par les dirigeants du Stade de Reims à la recherche d'un défenseur latéral droit. Après avoir rompu à l'amiable son contrat avec "l'En avant", il s'engage de nouveau dans le club la Cité des Sacres en juin 2007 pour une durée de trois ans.

## Défi au CA Bastia
Il rejoint en septembre 2011 le CA Bastia club de CFA, après 4 ans passer au CA Bastia il quitte le club Corse avec deux montées successives de CFA en National puis de National en  Ligue 2

## Borgo FC
En juillet 2015 il rejoint le Borgo FC club de CFA 2, il retrouve son ancien coéquipier du  CA Bastia, Florent Marty

## Carrière en club
- 2003-2006 :  Olympique lyonnais
- janvier 2006- juin 2006 :  Stade de Reims (prêt)
- 2006-2007 :  EA Guingamp
- 2007-2010 :  Stade de Reims
- 2011-2015 :  CA Bastia[2]